# Dhundhar
Dhundhar (anche regione Jaipur, conosciuta in diversi momenti storici come regno Kachwaha, regno Amber e regno jaipur) è una storica regione dello stato del Rajasthan, nell'India settentrionale.

## Geografia
Il Dhundhar comprende gli odierni distretto di Jaipur, di Dausa, di Sawai Madhopur, di Tonk e la porzione settentrionale del distretto di Karauli.
La regione è situata nella parte centro-orientale del Rajasthan ed è circondata dai Monti Aravalli a nord-ovest, Ajmer a occidente, dalla regione Mewar a sud-ovest, dalla regione Hadoti a sud, e dai distretti di Alwar, Bharatpur e Karauli a est.
I Badgujar erano gli originari signori di Dhundhar sin dai tempi più antichi.

## Storia
Il centro principale è variato nel corso dei secoli, passando da Dausa (intesa come località più popolosa) ad Amber (capitale effettiva dal X secolo al 1728), per poi divenire infine Jaipur.
La superficie della regione nel 1900 dello Stato di Jaipur ammontava a 40.349 km².